# 151351 Dalleore
151351 Dalleore è un asteroide della fascia principale. Scoperto nel 2002, presenta un'orbita caratterizzata da un semiasse maggiore pari a 2,9799457 au e da un'eccentricità di 0,1377693, inclinata di 1,15189° rispetto all'eclittica.